# إستر لوبيز
إستر لوبيز (بالإسبانية: Esther López) (و. 1974  م) هي رياضية، ولاعبة كرة طائرة إسبانية، ولدت في سان سيباستيان، مركز لعبها هو ليبرو.